# امراپورام، اندرا پردش
امراپورام، اندرا پردش (به انگلیسی: Amarapuram, Andhra Pradesh) یک منطقهٔ مسکونی در هند است که در آندرا پرادش واقع شده‌است.

## خصوصیات
امراپورام ۵۲٬۷۱۷ نفر جمعیت دارد و ۶۰۳ متر بالاتر از سطح دریا واقع شده‌است.